# Нидэм, Джозеф
Но́эль Джо́зеф Те́ренс Монтго́мери Ни́дэм (Нидем, также Нидхэм и Нидхем; англ. Noel Joseph Terence Montgomery Needham, кит. трад. 李約瑟, упр. 李约瑟, пиньинь Lǐ Yuēsè, палл. Ли Юэсэ; 9 декабря 1900 — 24 марта 1995) — английский учёный широкого профиля: биохимик и эмбриолог, синолог, более всего известный исследованиями традиционной китайской цивилизации и её науки. Член Лондонского Королевского общества (1941) и Британской академии (1971), удостоен членства в Ордене кавалеров чести; кавалер китайского Ордена бриллиантовой звезды. Профессор и почётный член множества университетов мира, почётный советник ЮНЕСКО, иностранный член Academia Sinica, Королевской Датской академии и др.
Джозеф Нидэм получил образование биохимика, доктор философии (1925). Рано проявил общественную активность, состоял в исполкоме кембриджского отделения Лейбористской партии. В 1939 году анонсировал проект «Наука и цивилизация в Китае», издание результатов которого началось, однако, лишь в 1954 году. В 1942—1948 годах проживал в Китае, где возглавлял Китайско-британский офис по научному сотрудничеству. В 1946—1948 года был первым президентом естественнонаучного отделения ЮНЕСКО. В 1948—1966 годах — профессор биохимии колледжа Гонвилл-энд-Киз, в 1966—1976 годах занимал пост его ректора. После отставки возглавлял Библиотеку истории науки в Восточной Азии, которую сам же и основал. В 1972—1974 годах был главой Международного союза истории и философии науки.
В научном отношении деятельность Нидэма условно делится на до- и послевоенный период. За семьдесят лет активной деятельности он опубликовал около тридцати монографий и ста статей. Первые публикации 1920-х годов были посвящены философским проблемам биохимии, попыткам преодолеть раскол между механицистским и виталистским подходами. В 1930-е годы занимался историей биохимии и эмбриологии, был докладчиком на Втором международном конгрессе истории науки (1931), где после знакомства с советскими делегатами принял философию диалектического материализма для своей научной программы. Участник так называемого «Зримого колледжа» (вместе с Джоном Берналом и Конрадом Уоддингтоном), подготовившего обширную программу исследований в области молекулярной биологии.
«Наука и цивилизация в Китае» должна была выйти в семи томах, после завершения проекта в 2015 году было выпущено 27 томов. Программа исследования китайской цивилизации Нидэма базировалась на убеждении, что наука представляет собой абсолютную ценность и образует общность идей, происходящих из разных культур, приближая человечество к состоянию бо́льшего единства и целостности. Развитие естественных наук отражается на гуманитарной сфере. Глобальное противопоставление Востока Западу несостоятельно, поскольку арабская, индийская и китайская культуры отличаются друг от друга сильнее, чем европейская от некоторых из них. Нидэм полагал, что базовой философской доктриной традиционной китайской цивилизации являлся организмический материализм (натурализм). Метафизический идеализм развивался буддизмом, но никогда не являлся господствующим, а механистическое мировоззрение вообще отсутствовало. В определённом аспекте это способствовало научному мышлению и теоретическим обобщениям, именно китайские учёные-бюрократы выдвинули идею научной деятельности как главного механизма социальной мобильности (концепция «открытой для талантов карьеры»). В этом контексте исследователь поставил и обосновал «великий вопрос Нидэма»: почему современная наука возникла в Европе, хотя до научной революции XVI—XVII веков во множестве теоретических и практических аспектов китайская наука опережала западную? Главными причинами Нидэм называл принципиальную разницу иероглифического и алфавитного языка, приводящего к отставанию силлогистики, а также социально-экономические причины, поскольку на Западе научную революцию вызвал переход от феодализма к капитализму. Работы Нидэма внесли огромный вклад не только в изучение науки и культуры Китая, но и в общетеоретические и компаративистские исследования взаимодействия науки и общества, получив всемирное признание, и серьёзную критику, стимулирующую развитие синологических дисциплин.

## Биография
Родился в Лондоне в семье шотландцев: отец был врачом, мать — преподавательницей музыки, увлекавшейся сочинительством. Окончил Кембриджский университет, где в 1921 г. получил степень бакалавра. В январе 1925 г. удостоен степени магистра, а в октябре того же года — доктора. С 1924 г. работал в лаборатории сэра Фредерика Хопкинса (1861—1947) в Кембридже, специализируясь по эмбриологии и морфогенезу.
В 1936 г. под руководство Нидэма поступили трое китайских учёных: Лу Гуйчжэнь (魯桂珍, 1904—1991), Ван Инлай (王應睞) и Чэнь Шичжан (沈詩章). Общаясь и работая с ними, Нидэм увлёкся китайской культурой, Лу Гуйчжэнь, дочь известного в Китае фармаколога, обучила его китайскому литературному языку вэньянь.
В 1942 г. Нидэм был направлен Королевским обществом в тогдашнюю столицу Китая — Чунцин, где он возглавил Sino-British Science Co-operation Office. С китайской стороны эту организацию представлял историк Ван Лин (王玲), укрепивший интерес Нидема к научным достижениям Древнего Китая.
В 1945 г. выходит первый труд Нидема на эту тематику: Chinese Science. Одновременно он работает с китайскими учёными-гуманитариями, в частности, художником и искусствоведом У Цзожэнем (吴作人, 1908—1997), с которым посетил Дуньхуан.
В 1946 г. Нидэм стал первым главой отделения естественных наук ЮНЕСКО, настояв на включение естественнонаучного направления в хартию этой организации. В 1948 г. вернулся в Кембриджский университет. В 1954 г. было начато издание серии монографий Science and Civilisation in China (закончена в 2015). Первые два тома были выпущены в соавторстве с Ван Лином. До 1966 г. преподавал биохимию в университете.
Нидем активно участвовал в общественной деятельности: в 1952—1953 гг. был инспектором ООН в Северной Корее (шла Корейская война), позднее поддерживал правительство КНР в борьбе против распространения биологического оружия, испытывал симпатию к социализму.
В 1965 г. совместно с дипломатом Д. Брайаном (1910—2003) основал Society for Anglo-Chinese Understanding, которое в годы «Культурной революции» было единственным в Великобритании каналом достоверной информации о Китае, и помогало британским подданным посетить эту страну.
В 1966 г. занял пост президента Gonville and Caius College в Кембридже (до 1976). С 1976 г. — директор Библиотеки истории науки.
С 1982 г. Нидэм страдал болезнью Паркинсона, от которой скончался в возрасте 94 лет.

## Теоретические взгляды
Основоположник изучения китайской науки. Исходил из тезиса об универсальности науки и её непрерывного прогресса. В книге 1945 г. характеризовал старую китайскую науку как «протонауку». Позднее считал уровень китайской науки до XVII в. более высоким, чем европейской.
Китайские научные дисциплины подразделял на «ортодоксальные» (астрономия, математика, физика, признанные властью) и «неортодоксальные» (даосская алхимия). Медицина, в его понимании, занимала промежуточное положение.
Нидем по вероисповеданию являлся католиком, но вместе с тем провозглашал приверженность историческому материализму. В изучении истории науки ставил её развитие в прямую зависимость от социально-экономических условий.

### «Проблема Нидэма»
Под «проблемой Нидэма» понимается выявление причин научного отставания Китая от Европы в период развития капитализма. Научная революция на Западе по Нидему порождалась переходом от феодализма к капитализму. В 1970-е гг. под влиянием Натана Сивина, Нидэм несколько пересмотрел свои прежние взгляды, и признал китайскую науку самостоятельной теоретической системой. Выявил, что в основе китайской философской и научной мысли лежит организмический натурализм, исходящий из взаимосвязанности всех явлений в мире. Источник продуктивной для науки методологии усматривал в даосизме.
В 1950-е гг. западные учёные критиковали Нидэма за чрезмерное, по их мнению, преувеличение китайских технологических достижений. В 1970-е гг. из-за нескрываемой симпатии к режимам КНР и КНДР Нидэм был включён правительством США в «чёрный список» (персоны, присутствие которых на территории США нежелательно). Теоретические работы Нидема сильно повлияли на творчество отечественного синолога А. И. Кобзева.

## Примечательные факты
- Нидэм был дважды женат: в первый раз на биохимике Дороти Мойл (Dorothy Mary Moyle, 1896—1987). Через два года после её смерти он женился на своей постоянной ассистентке и переводчице с китайского языка — Лу Гуйчжэнь. Она скончалась в 1991 г.
- Роберт ван Гулик утверждал, что именно рассуждения Нидема о даосской алхимии побудили его к написанию книги «Сексуальная жизнь в Древнем Китае».

## Награды
- 1961 г. George Sarton Medal Общества истории науки.
- 1984 г. J.D. Bernal Award, присуждаемая Society for Social Studies of Science.
- 1990 г. Азиатская премия культуры Фукуока.

В 1985 г. был торжественно открыт Исследовательский институт им. Нидэма (Needham Research Institute) в Кембридже. Он базируется в колледже Робинсона, занимаясь исследованиями науки, технологии и медицины Дальнего Востока.
В 2008 г. кафедра китайского языка Кембриджского университета была названа именем Нидэма.

## Публикации
- Science, Religion and Reality (1925)
- Chemical Embryology (1931)
- The Great Amphibium; four lectures on the position of religion in a world dominated by science (1931)
- A History of Embryology (1934, 1959)
- Perspectives in Biochemistry; thirty-one essays presented to Sir Frederick Gowland Hopkins by past and present members of his laboratory (1937)
- History Is On Our Side (1947)
- Science Outpost; papers of the Sino-British science co-operation office (British council scientific office in China) 1942—1946 (1948)
- Science and Civilisation in China (1954). In 14 volumes 1954—1990.
- Science and Civilization in China, by Joseph Needham, with the research assistance [and collaboration] of Wang Ling (1954-59) 2 Volumes
- A History of Embryology (1959)
- The Grand Titration: science and society in East and West (1969)
- Within the Four Seas: the dialogue of east and west (1969)
- Clerks and Craftsmen in China and the West: lectures and addresses on the history of science and technology (1970)
- Chinese Science; explorations of an ancient tradition (1973)
- Moulds of Understanding: a pattern of natural philosophy (1976)
- The Shorter Science and Civilisation in China, volume 1: an abridgement of Joseph Needham’s original text (1978)
- The Shorter Science and Civilisation in China, volume 2: an abridgement of Joseph Needham’s original text (1978)
- The Shorter Science and Civilisation in China, volume 3: an abridgement of Joseph Needham’s original text (1978)
- Science in Traditional China (1982)
- Science in Traditional China : a comparative perspective (1982)
- The Genius of China (1986)
- Heavenly Clockwork : the great astronomical clocks of medieval China (1986)
- The Hall of Heavenly Records : Korean astronomical instruments and clocks, 1380—1780 (1986)

### Переводы на русский язык
- История эмбриологии. / Пер. с англ. А. В. Юдиной. Предисл. В. П. Карпова. М., 1947. — 342 с.
- Общество и наука на Востоке и на Западе // Наука о науке. М., 1966
- Геомантия (Фэншуй) // Китайская геомантия. СПб., 1998.
- Фундаментальные основы традиционной китайской науки // Китайская геомантия. СПб., 1998.